# Канви
Канви (енгл. Canvey Island) је једно од Британских острва које припада Уједињеном Краљевству, односно Енглеској. Налази се естуару Темзе у грофовији Есекс. Површина острва износи 19 km². Према попису из 2001. на острву је живело 37.479 становника.